# أدولف جيرمان
أدولف جيرمان (الألمانية السويسرية الموحدة: Adolf Germann) هو سياسي سويسري، ولد في 2 فبراير 1857 في سويسرا، وتوفي في 7 مايو 1924 في فراونفيلد في سويسرا. حزبياً، نشط في الحزب الديمقراطي الحر (سويسرا). وقد انتخب رئيس المجلس الوطني السويسري ‏ وانتخب عضو المجلس الوطني السويسري.